# Asesinato de Elli Perkins
El asesinato de Elli Perkins tuvo lugar el 13 de marzo de 2003 en los Estados Unidos de América. Ella fue una artista que trabajaba con cristal y una ciencióloga que también ejercía como auditor senior de la Iglesia de la Cienciología en Búfalo, Estado de Nueva York.
Cuando su hijo, Jeremy, empezó a mostrar signos de esquizofrenia, Ellie intentó tratarlo con técnicas de la cienciología en lugar de buscar ayuda psiquiátrica. El estado de Jeremy empeoró hasta el punto en el que sentía que su madre le estaba envenenando con los suplementos vitamínicos que ella le forzaba a tomar. Tras un intento de suicidio, Jeremy asesinó a su madre.
El asesinato recibió una cobertura de prensa sustancial.

## Trasfondo
Elli Perkins, nacida Elli Present, creció como judía. Nació en 1949. Siendo joven se trasladó una temporada a San Francisco, donde ella y una amiga tuvieron experiencias con las drogas. Estas experiencias llevaron a su amiga a ingresar en un psiquiátrico donde a algunos pacientes se les aplicaban lobotomías y tratamientos de choque que a Elli le parecían muy negativos. Nunca olvidó la experiencia de su amiga en el psiquiátrico. Posteriormente, Elli tomó parte en un curso de la Cienciología y, poco después, conoció a Don Perkins. Se casó con Don, criado como cristiano. Antes de trasladarse a Búfalo, Elli había vivido en Rochester y había asistido al Instituto de Tecnología de Rochester. Ella elaboraba a mano arte con cristal y participaba Festival del Renacimiento Sterling, una feria historicista que tiene lugar al norte del Estado de Nueva York, para vender sus productos. Ella también ayudó a desarrollar la Asociación de Artesanía Niágara.
En 1979, Don y Elli, ambos cienciólogos, alcanzaron el nivel de clear, tras haber recibido cursos de la Cienciología y procesos de auditación. Elli y Don tuvieron una hija y un hijo, llamado Jeremy. La familia se trasladó a California y vivió allí durante la década de 1980, donde Elli trabajó en el Centro de Celebridades de la Iglesia de la Cienciología en Los Ángeles. A finales de la década de 1980, la familia regresó a Búfalo. Jeremy vivía en casa de sus padres y trabajaba en la empresa de contratación de Don.

## Empeoramiento del estado mental de su hijo
A los 24 años, Jeremy empezó a mostrar cambios en su comportamiento, y le dijo a su padre que estaba escuchando voces en su mente. En aquel entonces, los padres le hicieron miembro de la Organización del Mar de la Cienciología en Califonia. Debido al extraño comportamiento de Jeremy, la Organización del Mar decidió que no era apto para ellos le envió de regreso a casa.
Un amigo de la familia dijo: "Elli creía firmemente que la psiquiatría era un mal", por lo que no consultó a un psiquiatra sobre la enfermedad mental de su hijo. Los cienciólogos creen que la psiquiatría "no funciona".
En 2002 Jeremy ya no se duchaba a menos que se lo dijeran y creía que había extraterrestres en el techo de su dormitorio.
La noche del 14 de agosto de 2002 Jeremy empezó a vagar delirando por un campus universitario buscando a una chica llamada Diana y agredió a un agente de policía. Fue arrestado y sometido por un tribunal a una evaluación psiquiátrica, tras la cual fue diagnosticado con esquizofrenia paranoide. Su madre se negó a aceptar el diagnóstico y a tratarle y, tras pedir una exención religiosa, le llevó de regreso a casa. Su deterioro provocó que la Iglesia de la Cienciología desistiese de curarlo y fue clasificado como una "fuente potencial de problemas" de nivel III y le prohibieron seguir los cursos de la Cienciología.

### Búsqueda de alternativas a la psiquiatría
Elli empezó a buscar métodos alternativos a la psiquiatría, y rehusó permitir que su hijo fuese tratado con medicamentos antipsicóticos. En octubre de 2002, la familia Perkins consultó con el doctor Conrad Maulfair, un osteópata y cienciólogo. Según el abogado defensor de Jeremy, John Nuchereno, Maulfair concluyó que "él estaba sufriendo de ciertos problemas digestivos, que él tenía ciertas toxinas químicas en su cuerpo y que él necesitaba purgarse de eso". Maulfair dijo que él necesitaba ser "energizado" con una terapia de vitaminas.
Elli le dio a Jeremy las vitaminas recomendadas, pero él comenzó a sospechar mucho de su madre. En una entrevista grabada, después de que le preguntaran qué le preocupaba tomar estas vitaminas, Jeremy dijo: "Bueno, me preocupa que tal vez ella esté tratando de envenenarme o algo así". En febrero de 2003 Elli llevó a Jeremy a ver a Albert Brown, un "sanador natural" autodidacta. Jeremy le dijo a Brown en una sesión: "A veces creo que soy Jesucristo". Elli quería enviar a Jeremy a vivir con Brown para que recibiese tratamiento, pero unos días antes Jeremy empezó a actuar de forma más agresiva. Elli consultó con su yerno, Jeff Carlson, el director ejecutivo de la Iglesia de la Cienciología de Búfalo, y este le dijo que diese a Jeremy MEST (siglas en inglés de matter, energy, space and time, "materia, energía, especio y tiempo") o que le asignase algún trabajo en la casa para tenerle cansado.

## Asesinato
Jeremy tenía 28 años cuando sus padres se pusieron de acuerdo en que él debería permanecer con Brown, que ofertaba un tratamiento que era aceptable para las doctrinas de la Cienciología. Jeremy había estado de acuerdo con el hecho de que Brown pudiera ayudarle, y se iba a ir con él la tarde del 13 de marzo de 2003. Aquella mañana, Don tuvo que regresar del trabajo brevemente para resolver una discusión entre Jeremy y su madre. Posteriormente, Elli le dijo a Jeremy que tomase una ducha, lo cual él hizo. Cuando terminó su ducha, Jeremy se cortó las venas. Luego fue a la cocina, donde estaba su madre hablando por teléfono. Cogió un cuchillo de cocina y atacó a Elli cuando hablaba con una amiga.
Jeremy dijo que intentó cortarle el ojo derecho porque pensó que era malvado, pero el intento no tuvo éxito. También hizo declaraciones como: "Se enfada conmigo cuando toco la batería en mi habitación y me obliga a tomar estas vitaminas todos los días. Cuando me obligó a ducharme esta mañana, fue la gota que colmó el vaso". Jeremy también declaró que a veces veía como la cara de su madre se transformaba en algo que "parecía el demonio" y que le tenía mucho miedo.
La autopsia informó de que Elli fue apuñalada 77 veces. En junio de 2003, Jeremy se declaró no culpable de los cargos de armas criminales y asesinato en segundo grado en un tribunal de Erie County. El fiscal del distrito en el caso apuntó que la muerte por apuñalamiento no es inusual en los homicidios, pero que hubiera 77 puñaladas era "realmente raro". El tribunal encargó otro examen psiquiátrico para Jeremy.

## Posterioridad
Tras el asesinato, el marido y la hija de Elli le dijeron al entonces fiscal Ken Case que no querían que el hecho diese mala prensa a la Cienciología.
Jeremy fue declarado no responsable por enfermedad o defecto mental el 29 de julio de 2003 y fue puesto en libertad condicional. Seis meses después, el 29 de enero de 2004, se emitió una orden de internamiento que lo evaluó como un "enfermo mental peligroso", autorizando su internamiento en "una instalación segura de su elección" por la Oficina de Salud Mental del Estado de Nueva York.
Según Rich Dunning, ex subdirector de la Iglesia de la Cienciología de Buffalo, "hubo pánico" entre los líderes internacionales de la Iglesia después del asesinato, y hubo un esfuerzo "para distanciar a la Iglesia lo máximo posible de Jeremy Perkins". También afirmó que el asesinato fue un fiasco para las relaciones públicas de la Iglesia, ya que expuso los peligros de la prohibición de la Cienciología de consultar a psiquiatras y la creencia de que los miembros que alcanzan altos niveles de thetán operativo obtienen poderes especiales. Más tarde, Jeremy recibió medicamentos psiquiátricos que, según los psiquiatras del tribunal, han estabilizado su condición. Su abogado defensor, Nuchereno, dijo: "el propio Jeremy me dijo que cree firmemente que si hubiera estado tomando estos medicamentos [antes], no habría sucedido". Después de que Nuchereno fuera entrevistado en el programa de la CBS 48 Hours, Jeremy recibió la visita de un miembro del personal de alto nivel de la Iglesia de la Cienciología y Nuchereno fue reemplazado por un abogado que pertenecía a un bufete que había trabajado anteriormente para la Cienciología.
En marzo de 2006, un anuncio en LA Weekly culpó a Tom Cruise ya la Iglesia de la Cienciología por el asesinato. El anuncio decía: "Gracias, Tom Cruise e Iglesia de la Cienciología, por vuestro experto consejo sobre salud mental". El anuncio contaba la historia de la muerte de Elli, diciendo que fue asesinada "por el hijo esquizofrénico al que le dijeron que tratara con vitaminas en lugar de atención psiquiátrica". El anuncio también mencionaba el sitio web "PerkinsTragedy.org".
El 28 de octubre de 2006, el programa 48 Hours emitió un reportaje sobre la muerte de Perkins. La cadena CBS informó posteriormente acerca del trasfondo de la producción de aquel programa, diciendo que recibieron quejas de los cienciólogos: "La comunidad de la Cienciología no estaba contenta con la historia, que sostenía la posibilidad de que Elli Perkins podría no haber sido asesinada si su hijo hubiera recibido tratamiento psiquiátrico". Según la CBS la Iglesia no proporcionó un portavoz oficial al personal de producción de 48 Hours e intentó influir en la transmisión. Los cienciólogos dijeron que la CBS tenía un conflicto de intereses porque las compañías farmacéuticas se anuncian en esa cadena. Sin embargo, la vicepresidenta sénior de Estándares y Proyectos Especiales de CBS News, Linda Mason, declaró: "Nada podría estar más lejos de la verdad... En CBS, entre el departamento de ventas y el departamento de noticias hay una muralla china. Y simplemente no la cruzamos. Y hemos hecho numerosas historias sobre los efectos nocivos de los medicamentos de varios patrocinadores que están en CBS". Cuando se le preguntó acerca de la naturaleza litigiosa de la Iglesia de la Cienciología, Mason indicó que no influyó en la producción del programa y dijo: "Hacemos historias que sentimos que se sostienen por sí mismas en el tribunal de justicia."
En hecho es narrado en un episodio de la serie de documentales para televisión Deadly Devotion titulado La cura de la Cienciología, que fue emitido en 2014.